# Paradrina minor
Paradrina minor là một loài bướm đêm trong họ Noctuidae.